# Karl Ekwall
Karl Ekwall, född 12 september 1965, är en svensk professor i medicinsk genetik vid Karolinska Institutet, med fokus på epigenetik. Han är även medlem av Nobelförsamlingen vid Karolinska Institutet.

## Biografi
Ekwall avlade kandidatexamen i mikrobiologi 1988 och disputerade inom molekylärbiologi vid Uppsala universitet på en avhandling om genetisk screening i jästsorten Schizosaccharomyces pombe. Han fortsatte som postdoktor i Robin Allshires grupp vid Edinburghs universitet innan han fick möjlighet att starta en egen forskargrupp vid Karolinska Institutet och utnämndes till docent. Han verkade även under ett år som gästforskare vid Michael Grunsteins lab på UCLA. Mellan 2007 och 2009 var han professor i molekylärbiologi vid Södertörns högskola, för att sedan 2009 utnämnas till professor i medicinsk genetik vid Karolinska Institutet. Hans forskargrupp har utfört teoretisk och tillämpad forskning inom området för cancerepigenetik genom att studera jäst- och människoceller.
Han är medförfattare till över 140 artiklar som har citerats över 6 000 gånger med ett h-index (2021) på 43.

## Utmärkelser
- 2009 - Göran Gustafssonpriset i molekylär biologi.[7]
- 2011 - Anslag från Knut och Alice Wallenbergs stiftelse om 42 miljoner kronor för att studera epigenetiska förändringar vid akut leukemi.[8]